# Chrysobothris ephedrae
Chrysobothris ephedrae är en skalbaggsart som beskrevs av Knull 1942. Chrysobothris ephedrae ingår i släktet Chrysobothris och familjen praktbaggar.

## Underarter
Arten delas in i följande underarter:
- C. e. ephedrae
- C. e. vogti